# Norma John
Norman John er et finsk duo der består af pianisten Lasse Piirainen og vokalisten Leena Tirronen, der repræsenterede Finland i Eurovision Song Contest 2017 med sangen "Blackbird" De opnåede en 12. plads i semifinale 1, og de kvalificerede sig dermed ikke til finalen.